# Ilanz/Glion
Ilanz/Glion es una comuna suiza del cantón de los Grisones en la región de Surselva. Surgió el 1 de enero de 2014 a partir de la fusión de las antiguas comunas de Castrisch, Ilanz, Ladir, Luven, Pitasch, Riein, Ruschein, Schnaus, Sevgein, Duvin, Pigniu, Rueun y Siat.